# Institut de médecine tropicale

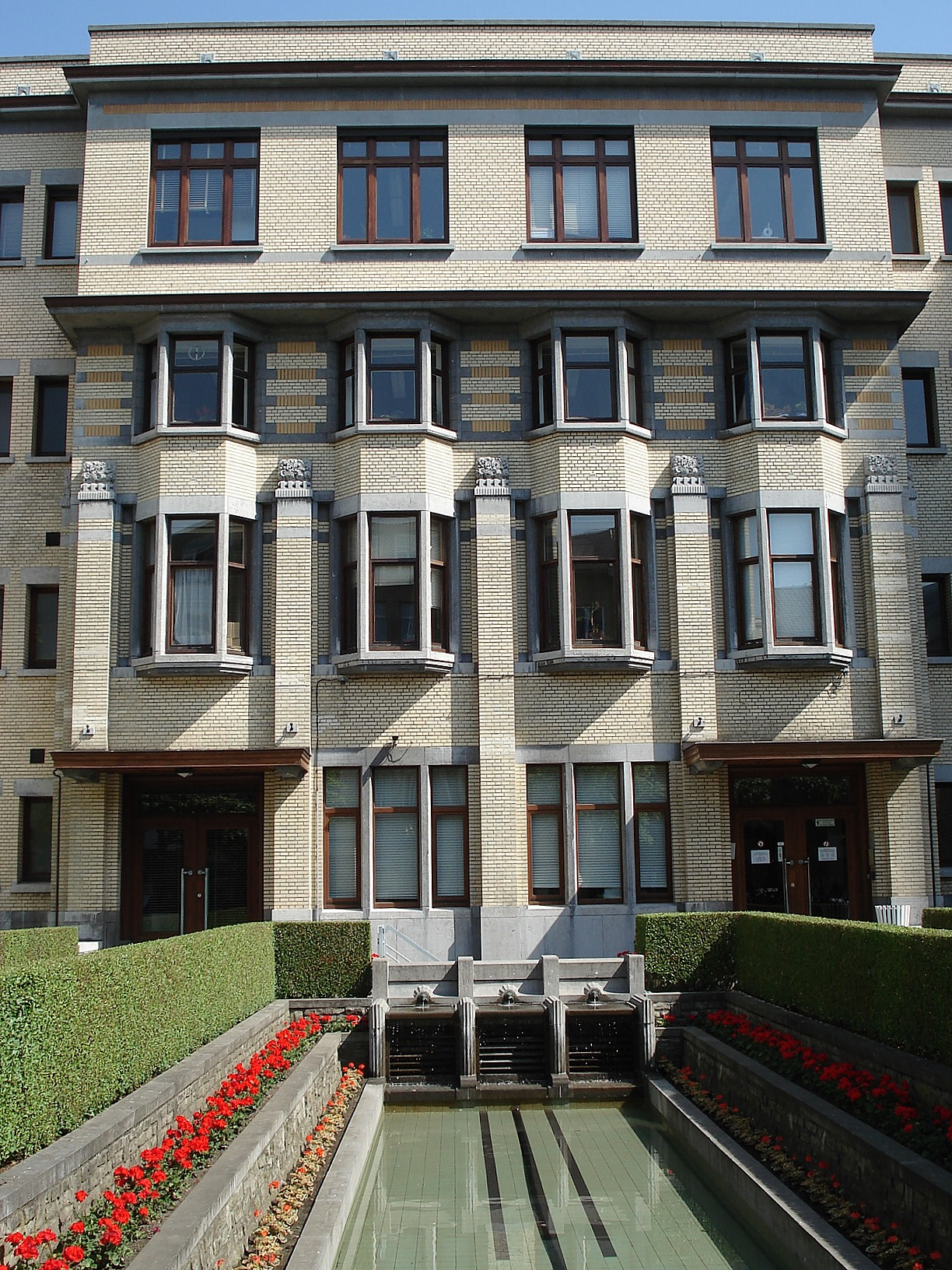
Bâtiment de l'Institut sis Kronenburgstraat.

L'Institut de médecine tropicale (IMT) (néerlandais : Instituut voor Tropische Geneeskunde et anglais : Institute of Tropical Medicine) est une institution de recherche située à Anvers qui est spécialisée dans la recherche, l’enseignement et le traitement des maladies tropicales et l'organisation des soins de santé dans les pays en voie de développement. L'IMT est renommée mondialement pour ses recherches sur le virus du SIDA, la malaria, la tuberculose et les maladies tropicales négligées. Outre la recherche scientifique, l'IMT prend en charge le conseil et la vaccination des voyageurs et le traitement des maladies tropicales en Belgique. Sa dénomination complète est Institut de médecine tropicale Prince-Léopold.
L'IMT emploie 400 scientifiques et techniciens. Annuellement, 500 médecins, vétérinaires, biomédicaux et infirmiers provenant du monde entier, y suivent les cours. Une centaine de jeunes chercheurs y mènent leur thèse de doctorat. Environ 30 000 consultations sont dispensées par an dans les services médicaux. Le site web : www.medecinedesvoyages.be est visité par environ 100 000 personnes sur une année. L'IMT collabore également avec de nombreuses institutions partenaires en Afrique, Amérique du Sud et Asie.
Trois quarts des publications scientifiques de l'IMT paraissent dans le premier quart des journaux scientifiques de son domaine, ce qui permet à l'IMT de se situer à la seconde place des institutions scientifiques en Belgique.
L'Institut est subsidié par le ministère de l'Éducation, de la recherche scientifique et de la santé, mais une grosse part de ses moyens provient de financement de projet, de mécénat et de revenus propres.
L'IMT fut fondée en 1906 à Bruxelles en tant qu'école de médecine tropicale. Durant la même période, dans différentes villes européennes, surtout portuaires, furent également créées des institutions semblables. L'école doit sa création à Léopold II qui depuis 20 ans possédait sa colonie personnelle, l'État libre du Congo et à Émile Francqui qui servit au Congo et fut le premier président de l'Institut. Le transfert planifié de la colonie à l'État belge nécessita la mise en place de canaux promotionnels pour convaincre l'opinion publique — la fondation d'un institut de médecine tropicale fut l'un d'eux. En 1933, l'Institut déménagea dans le centre d'Anvers dans un bâtiment Art déco, sous l'impulsion du futur roi Léopold III, alors prince héritier. Après la décolonisation de 1960, l'Institut élargit ses travaux de recherches sur les maladies et leurs vecteurs à tous les continents, aux maladies tropicales touchant les bovins et l'organisation des soins de santé dans les pays à faibles ou moyens revenus.
Dans les années 1980, Peter Piot et ses collègues furent les premiers à démontrer que le SIDA était une maladie tropicale africaine. L'IMT est reconnue comme centre de référence dans la recherche contre le SIDA par l'OMS et est donc très actif dans la recherche sur le SIDA, sa prévention, sa propagation, son interaction avec le système immunitaire humain.

## Sources
- (nl) Cet article est partiellement ou en totalité issu de l’article de Wikipédia en néerlandais intitulé « Prins Leopold Instituut voor Tropische Geneeskunde » (voir la liste des auteurs).